# Politika u 2020.
◄◄ | ◄ | 2017. | 2018. | 2019. | 2020.  | 2021. | 2022. | 2023. | ► | ►►
Arhitektura • Astronautika • Astronomija • Biologija • Film • Fotografija • Glazba • Kazalište • Kemija • Kiparstvo • Knjige • Književnost • Kršćanstvo • Meteorologija • Medicina • Planinarstvo • Politika • Pravo • Promet • Slikarstvo • Strip • Šport • Televizija • Znanost • Zrakoplovstvo • Željeznički promet
Politika u 2020.

## Hrvatska i u Hrvata

### Događaji

#### Izbori i referendumi
- 5. siječnja − održan drugi krug predsjedničkih izbora u Hrvatskoj u kojem je pobijedio Zoran Milanović
- 18. veljače − inauguracija novog hrvatskog predsjednika Zorana Milanovića

## Vanjske poveznice
|  | Zajednički poslužitelj ima još gradiva o temi Politika u 2020. |